# Facsimile
Il termine facsimile indica l'imitazione esatta, tanto stampata quanto incisa, di uno scritto, disegno documento o simili.
Il termine deriva dal latino fac (imperativo di facere, «fare») e simile (sostantivo neutro singolare), che letteralmente significa «fa' la stessa cosa».
Nel linguaggio burocratico e comune, si indica con facsimile un contratto, un modulo o altro documento in forma standard, modificabile in alcune parti per la personalizzazione a uso dell'utente.
Il fax prende il nome da questo termine.

## I facsimili nell'era della riproduzione meccanica
I progressi nell'arte del facsimile sono strettamente correlati ai progressi nella stampa. Le mappe, ad esempio, erano al centro delle prime esplorazioni nella creazione di facsimili. Un primo esempio è la mappa di Abraham Ortelius (1598). Le innovazioni nel corso del 18º secolo, specialmente nei regni della litografia e dell'acquatinta, facilitarono una diffusione ampia nel numero di facsimili di antichi disegni di maestri che potevano essere studiati da lontano.
In passato, per creare i facsimili venivano utilizzate tecniche e dispositivi come il filografo, la macchina fotostatica, il poligrafo o la litografia. Per i documenti, un facsimile si riferisce molto spesso alla riproduzione di documenti da parte di una fotocopiatrice. Nell'era digitale, per creare un facsimile è possibile utilizzare uno scanner di immagini, un personal computer e una stampante.

## Facsimili e conservazione
Importanti manoscritti miniati come Les Très Riches Heures du duc de Berry non sono solo esposti al pubblico come facsimili, ma sono disponibili in alta qualità per gli studiosi. Tuttavia, a differenza delle normali riproduzioni di libri, i facsimili rimangono più fedeli ai colori originali, cosa particolarmente importante per i manoscritti miniati, e conservano i difetti.
I facsimili sono più adatti a documenti stampati o scritti a mano e non a oggetti tridimensionali o dipinti a olio con una texture unica. Le riproduzioni di tali oggetti sono spesso indicate come repliche.

## Galleria d'immagini

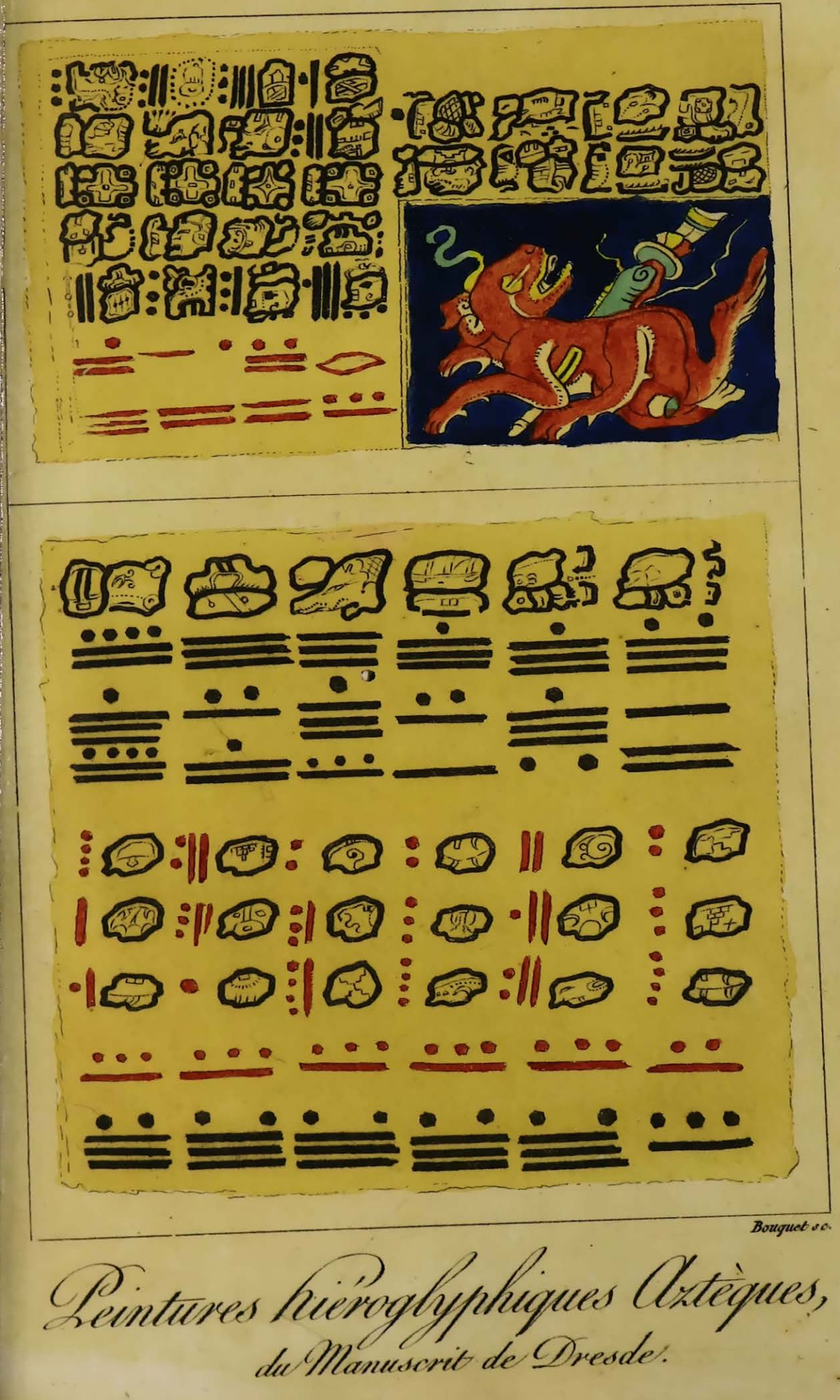
Facsimile di pagine del Codice di Dresda realizzato dal geografo ed esploratore tedesco Alexander von Humboldt.
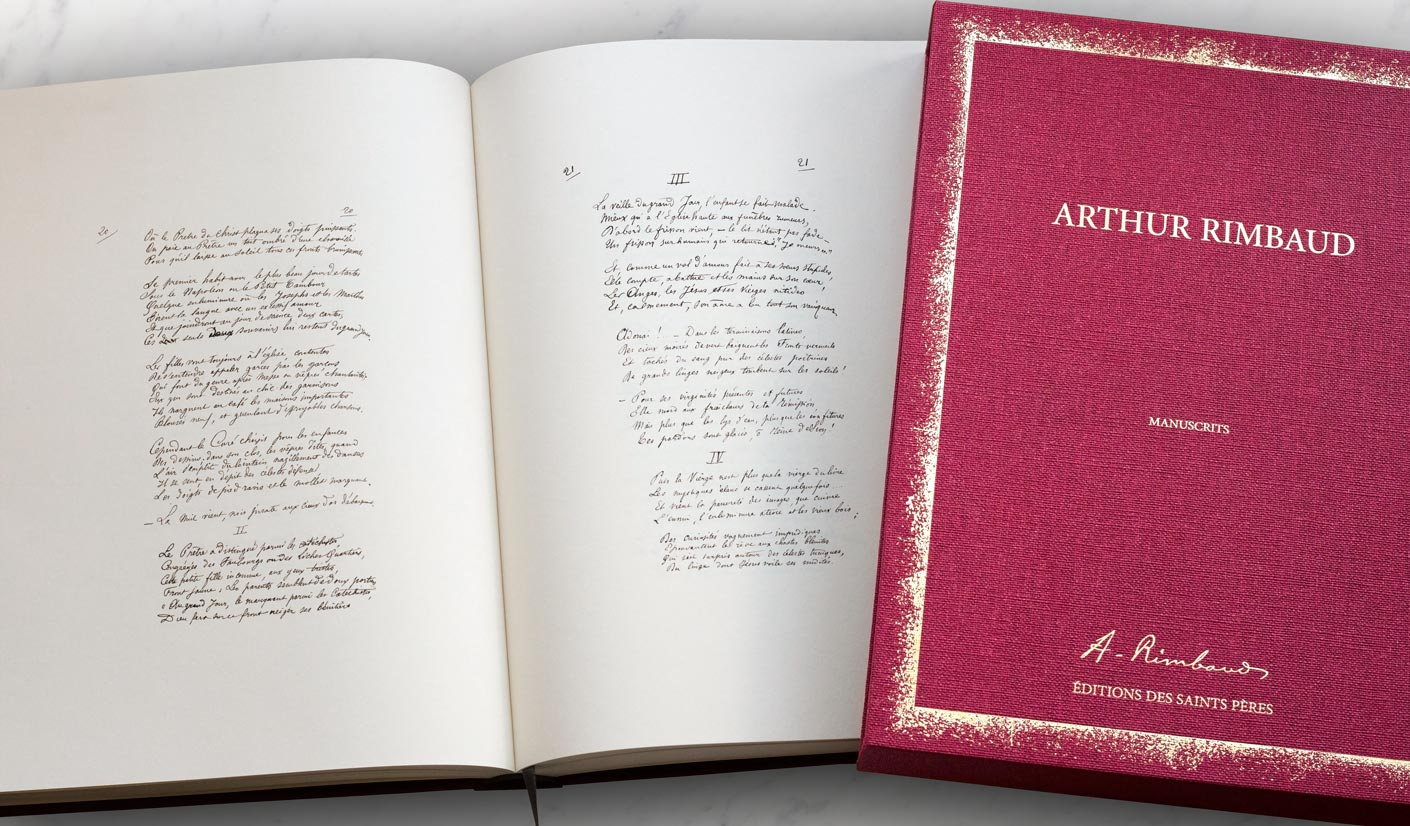
Facsimile delle poesie di Arthur Rimbaud, pubblicato da Editions des Saints Pères nel 2019
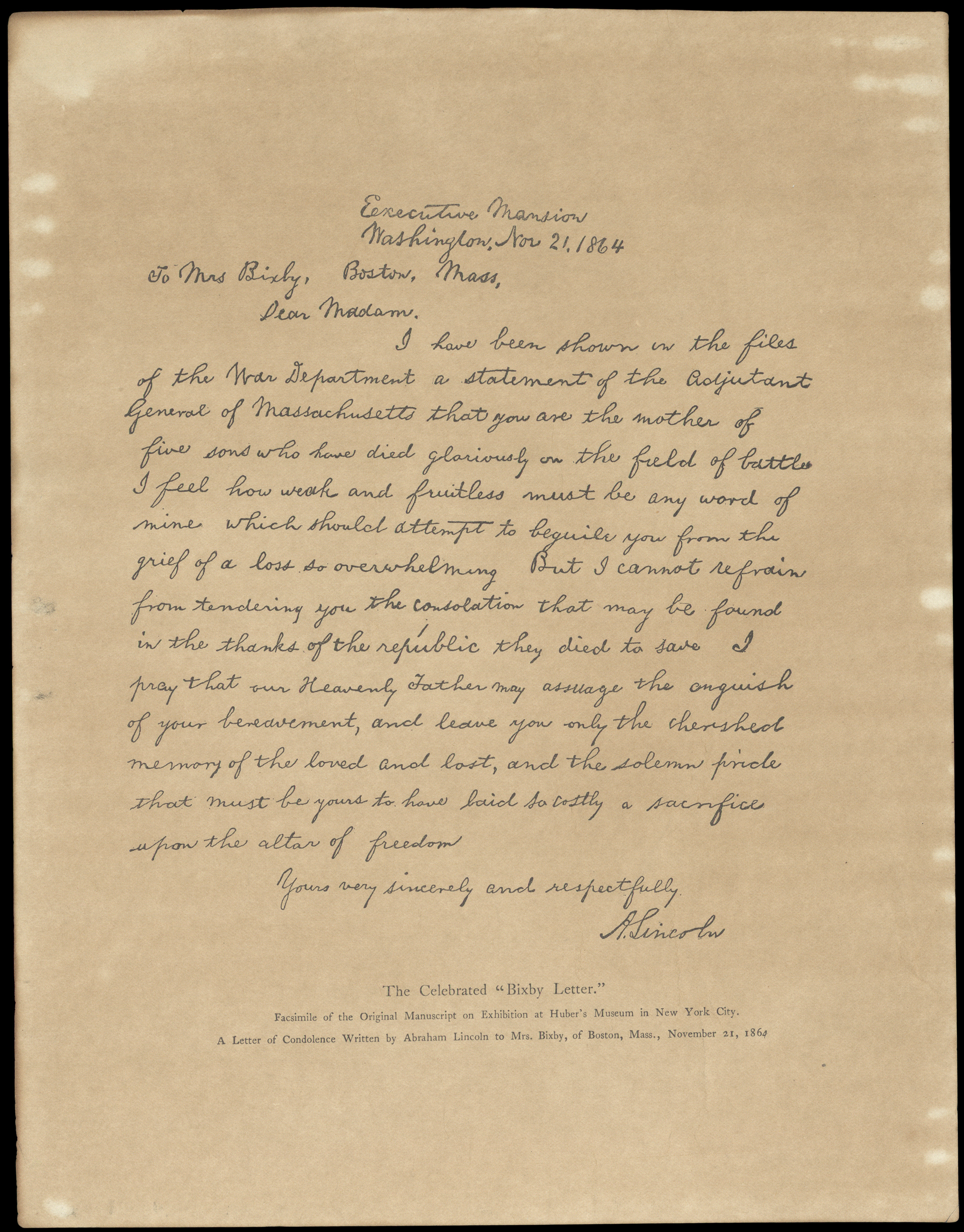
Facsimile del Museo Huber della lettera di Abraham Lincoln alla signora Bixby. Varia leggermente dal testo originale pubblicato sui giornali di Boston nel 1864.
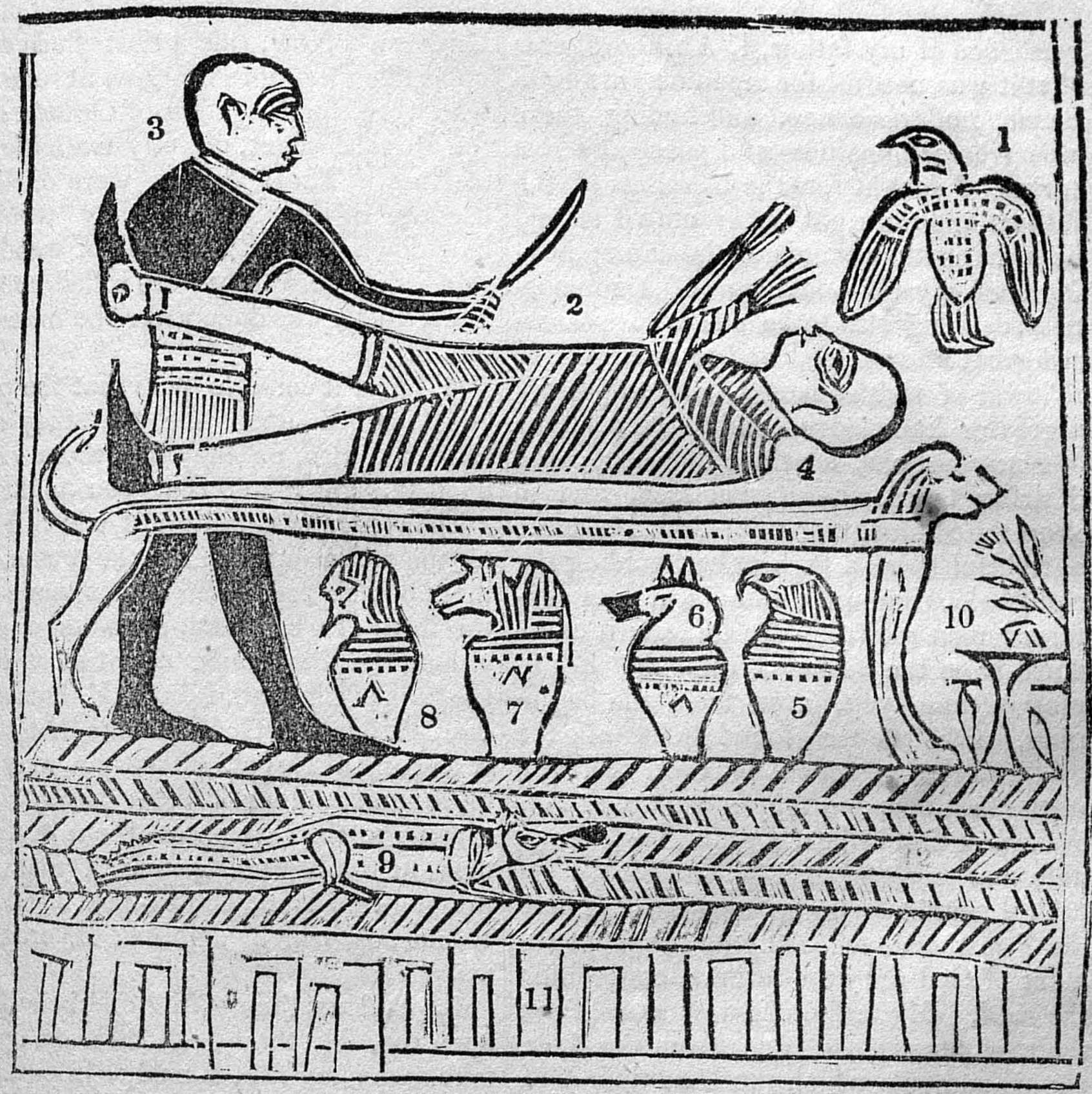
Un facsimile dal Libro di Abramo, 1842
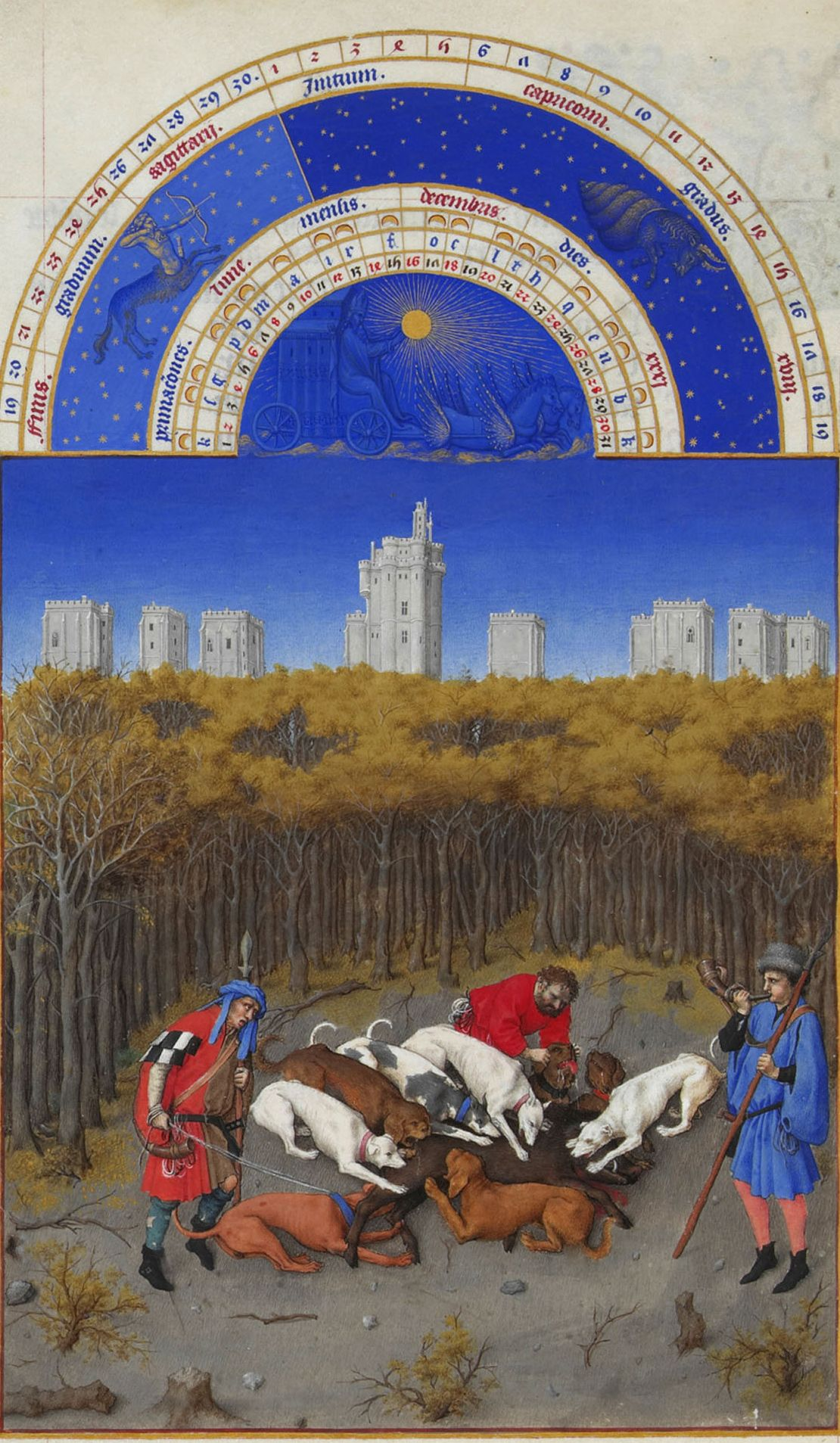
Les Très Riches Heures du duc de Berry
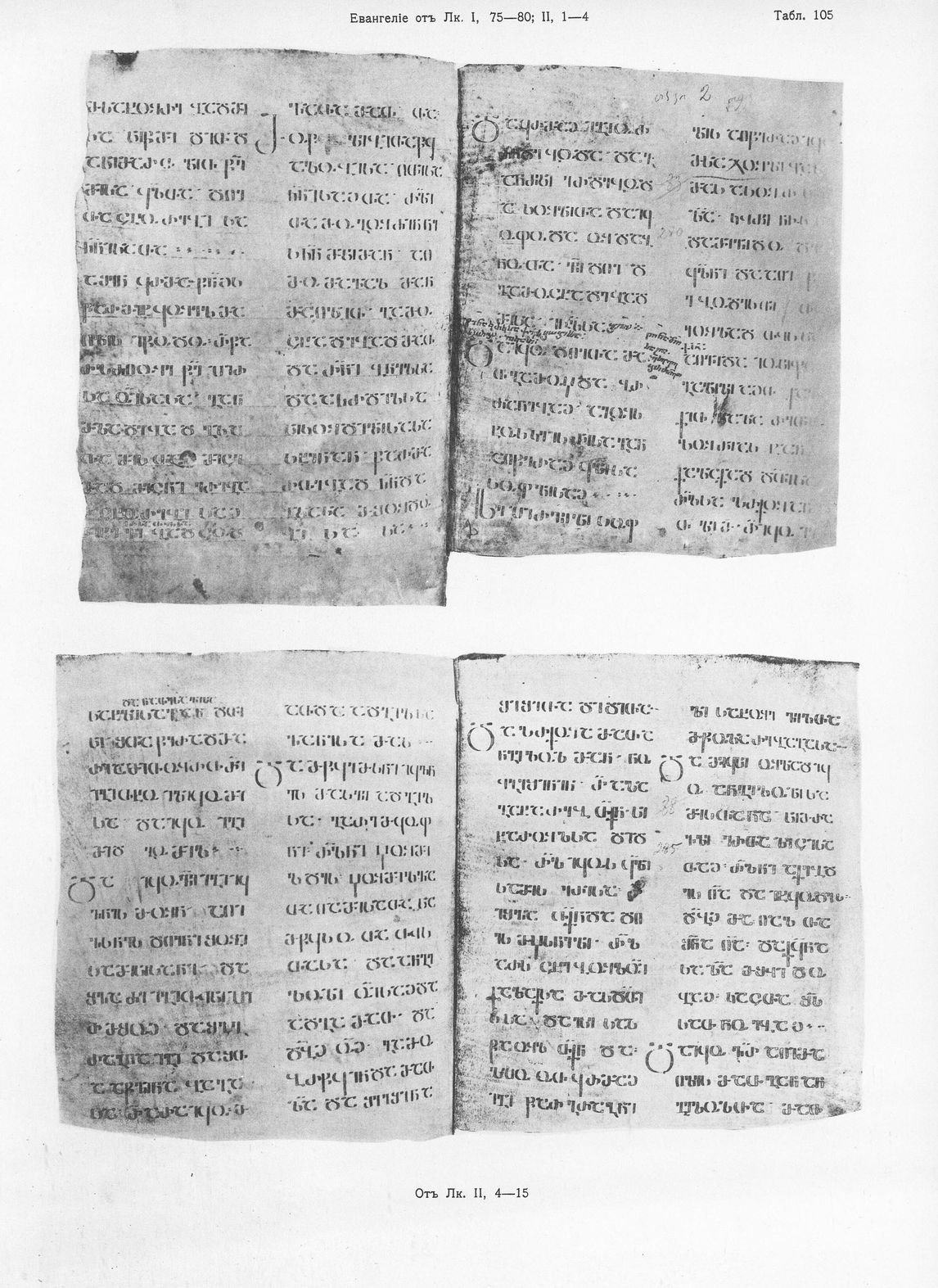
Manoscritto dei Vangeli Adysh. Edizione in fotocopia del 1916.